# Autigny-la-Tour
Autigny-la-Tour è un comune francese di 185 abitanti situato nel dipartimento dei Vosgi nella regione del Grand Est.

## Società

### Evoluzione demografica
Abitanti censiti